# Аль-Кар'ятейн (нохія)
Аль-Кар'ятейн (араб. ناحية القريتين) — нохія у Сирії, що входить до складу району Хомс провінції Хомс. Адміністративний центр — м. Аль-Кар'ятейн.
| Сирія | Це незавершена стаття з географії Сирії. Ви можете допомогти проєкту, виправивши або дописавши її. |